# 門智昭
門智昭（日语：門 智昭、1966年10月16日—2021年11月3日），是日本京都府綾部市位田町出身的男性動畫師。

## 人物
綾部高中畢業後即離鄉背井，長期住在關東地區。現主要從事作畫監督工作，一般使用原名，有時也採同音化名及，或者利用原名漢字不同讀音的。

## 參加作品

### 電視動畫
原画
- 勇者系列（1990-1997年）
- 超電動機器人 鐵人28號FX（1992年-1993年） ※名義
- 宇宙騎士BLADE（1992年-1993年）
- 無責任艦長（1993年）
- 機動戰士V GUNDAM（1993-1994年）
- 鬼神童子ZENKI（1995年）
- 守護天使莉莉佳（1995-1996年）
- 新世紀福音戰士（1995-1996年）
- 羅德斯島戰記-英雄騎士傳-（1998年）
- 若夢中相逢（1998年）
- （1998年） ※名義
- 超私設警察（1999年） ※名義
- TSUBASA翼（2005年）
- 幻龍記（2005年） ※名義
- 迷宮塔 ～烏魯克之盾～（2008年） ※名義
- Macross F（2008年）
- 你好 七葉（2012年）
- 工作細胞（2018年）
- DOUBLE DECKER！道格＆基里爾（2018年）
- 無限系統樹（2020年）

分鏡
- 麻煩巧克力（1999年） ※名義
- 禁獵魔女（2002年） ※名義

作画監督
- 勇者指令（勇者指令ダグオン，1996年）
- 機械女神J（セイバーマリオネットJ，1996年）
- 逮捕令（逮捕しちゃうぞ，1996-1997年） ※名義
- 尼克斯戰記（ネクスト戦記 EHRGEIZ，1997年）
- 影技 SHADOW SKILL （1998年）
- 機動戰士GUNDAM 第08MS小隊（機動戦士ガンダム 第08MS小隊，1996-1999年，角色設計&原畫）
- 餓沙羅鬼（ガサラキ，1998-1999年，角色作畫監督&原畫）
- 吸血姬美夕（吸血姫美夕，1998年）
- 微星小超人（小さな巨人 ミクロマン，1999年）
- 無限的未知（無限のリヴァイアス，1999-2000年，角色作畫監督）
- 伊甸少年（エデンズボゥイ，1999年）
- 沉默的未知（アルジェントソーマ，2000-2001年）
- 第一神拳（はじめの一歩，2001年） ※名義
- NOIR （2001年）
- 永恆傳奇（テイルズ オブ エターニア THE ANIMATION，2001年）
- 厄夜怪客（Hellsing，2001年）
- 冒險勇者（砂漠の海賊！キャプテンクッパ，2001-2002年，角色設計）
- The Soul Taker ～魂狩～（2001年）
- .hack//SIGN（分鏡，2002年）
- .hack//黃昏的腕輪傳說（.hack//黄昏の腕輪伝説，2003年，怪物設計）
- 復仇天使（AVENGER，2003年，OP原画） ※並用名義
- 鋼之鍊金術師（鋼の錬金術師，2003年） ※名義
- 狼雨（WOLF'S RAIN，2003年）
- 闇與帽子與書的旅人（ヤミと帽子と本の旅人，2003年） ※名義
- 真珠美人魚 pure（マーメイドメロディー ぴちぴちピッチ ピュア，2004年） ※名義
- MADLAX（2004年，客串角色設計）
- 今日是魔王！（今日からマ王！，2005-2006、2009年） ※名義
- TSUBASA翼 第2季（2006年）
- Fate/stay night（2006年） ※名義
- 舞-乙HiME（2005-2006年）
- 地獄少女 二籠（2006年）
- 魔女獵人（2007年，概念設計、機械作畫監督）
- 光明之淚X風（2007年）
- 黑騎士 第2季（2007年，角色設計、機械作畫監督）
- 君吻 pure rouge（2007年）
- 藍龍 天界的七龍（2007-2009年）
- 純情羅曼史（2008年）
  - 純情羅曼史2（2008年）
- 魔法禁書目錄（2008-2009年）
- 無限之住人（2008年）
- 地獄少女 三鼎（2008-2009年） ※名義
- Phantom ～Requiem for the Phantom～（2009年，角色設計） ※第7話名義，動畫官網表記
- 武裝機甲（2008-2009年） ※名義
- 潘朵拉之心（Pandora Hearts，2009年） ※名義
- 東京地震8.0（2009年）
- 戰鬥司書（2009-2010年，總作畫監督） ※名義
- 薄櫻鬼（2010年）
- 傳說的勇者的傳說（2010年）
- 玩伴貓耳娘（2010年）
- 薄櫻鬼 碧血錄（2010年）
- 心靈偵探 八雲（2010年） ※名義
- 魔法禁書目錄Ⅱ（2010-2011年）
- Dragon Crisis!（2011年） ※名義
- 靈異E接觸（2011年） ※名義
- 魔法少女小圓（2011年） ※名義
- TIGER & BUNNY（2011年）
- 戰國鬼才傳（2011年） ※名義
- 便·當（2011年） ※名義
- SKET DANCE（2012年，OP6）
- 妖狐×僕SS（2012年）
- 爆漫王2（2012年）
- 殭屍哪有那麼萌？（2012年）
- 影子籃球員（2012年）
- 黃昏乙女×失憶幽靈（2012年） ※名義
- 心連·情結（2012年）
- 魯邦三世 -名為峰不二子的女人-（2012年） ※名義
- 薄櫻鬼 黎明錄（2012年） ※名義
- 八犬傳－東方八犬異聞－ ※名義，動畫官網表記
- JoJo的奇妙冒險（2013年） ※名義
- 革命機Valvrave（2013年，角色部分）
- RDG 瀕危物種少女（2013年） ※名義
- 義風堂堂！！兼續和慶次（2013年） ※並用名義
- 超次元戰記 戰機少女（2013年） ※名義
- 惡魔高校D×D NEW（2013年）
- IS〈Infinite Stratos〉2（2013年）
- Walkure Romanze（2013年，作畫監督輔佐）
- 偶像傳說（2013-2014年）
- HAMATORA ─超能偵探社─（2014年）
- 健全機鬥士（2014年）
- 諸神的惡作劇（2014年）
- 女神異聞錄4 The GOLDEN（2014年）
- TERRAFORMARS（2014年）
- FAIRY TAIL（2014年）
- Re：␣ 超能偵探社（2014年）
- 記錄的地平線 第2季（2014年）
- DOG DAYS″（2015年）
- 無頭騎士異聞錄 DuRaRaRa!!×2 承（デュラララ!!×2 承，2015年）
- 惡魔高校D×D BorN（ハイスクールD×D BorN，2015年）
- 山田君與7人魔女（2015年）
- 阿爾斯蘭戰記（2015年）
- 亂步奇譚 拉普拉斯的遊戲（2015年）
- 遊☆戲☆王ARC-V（2015年）
- WORKING!!!（2015年）
- 對魔導學園35試驗小隊（2015年）
- 決鬥大師VSR（2015年）
- 彗星·路西法（2015年）
- 流浪神差 ARAGOTO（2015年）
- 粗點心戰爭（2016年）
- 少女們向荒野進發（2016年）
- 神聖之門（2016年，作畫監督輔佐）
- 火星異種Revenge（2016年）
- 決鬥大師VSRF（2016年）
- 甲鐵城的卡巴內里（2016年）
- 逆轉裁判（2016年）
- 亞爾斯蘭戰記 風塵亂舞（2016年）
- 黑骸（2016年）
- 時間飛船24（2016年）
- 歌之王子殿下 真愛傳奇之星（2016年）
- 終末的伊澤塔（2016年）
- WWW.WORKING!!（2016年）
- TRICKSTER －來自江戶川亂步「少年偵探團」－（2016年）
- seiren（2017年）
- 雙星之陰陽師（2017年，作畫監督輔佐）
- 風夏（2017年）
- 精靈寶可夢 太陽&月亮（2017年）
- 怪怪守護神（2017年）
- 博人傳-火影次世代-（2017年）
- 雛子的筆記（2017年）
- 爆旋陀螺Burst 神（2017年）
- 狂賭之淵（2017年，ED作畫監督）
- 將國戡亂記（2017年）
- 地獄少女 宵伽（2017年）
- 愛吃拉麵的小泉同學（2018年）
- 霸穹 封神演義（2018年）
- citrus（2018年）
- 爆旋陀螺Burst 超絕（2018年）
- 魔法少女 俺（2018年，作畫監督輔佐）
- 罪人與龍共舞（2018年）
- 藍海少女！～Advance～（2018年）
- Persona 5 the Animation（2018年）
- 宅男腐女戀愛真難（2018年）
- 異世界魔王與召喚少女的奴隸魔術（2018年，原畫）
- 工作細胞（2018年）
- 暮光幻影（2018年，武器設定協力、總作畫監督、總作畫監督輔佐）
- 茜色少女（2018年）※名義
- RErideD -穿越時空的德理達-（2018年）
- 佐賀偶像是傳奇（2018年）※名義
- BAKUMATSU（日语：恋愛幕末カレシ〜時の彼方で花咲く恋〜）（2018年）
- 尤利西斯 貞德與鍊金騎士（2018年）
- 傀儡馬戲團（2018年）
- 足球小將翼（2019年）
- 關於我轉生變成史萊姆這檔事（2019年）
- Mysteria Friends（2019年）
- 深夜的超自然公務員（2019年）
- 攀岩！ -Climbing Girls-（2020年）
- 魔女之旅（2020年，原畫）
- 總之就是很可愛（2020年）
- 高校之神（2020年）
- 比方說，這是個出身魔王關附近的少年在新手村生活的故事（2021年）
- 裏世界遠足（2021年）
- ICHU偶像進行曲（2021年）
- Hortensia SAGA 蒼之騎士團（2021年）
- 五等分的新娘∬（2021年）
- 無職轉生～到了異世界就拿出真本事～（上半）（2021年）
- 異世界魔王與召喚少女的奴隸魔術Ω（2021年）
- 拳鬥暗黑傳 -The Roman Fighter-（2021年）
- 歌劇少女！！（2021年）
- 月光下的異世界之旅（2021年）
- 境界觸發者 3rd season（2021年）
- 陰陽眼見子（2021年）
- 與變成了異世界美少女的大叔一起冒險（2022年）

### OVA
原画
- 天使夜未眠（アーシアン，1988-1990年）
- 聖獸機（聖獣機サイガード -CYBERNETICS・GUARDIAN-，1989年）
- 綠野原迷宮（緑野原迷宮 〜Sparkling Phantom〜，1990年）
- IZUMO（1991年）
- 刀下功夫（一本包丁満太郎，1991年）
- 刀下功夫2 大阪素麵戰爭（一本包丁満太郎2 大阪そうめん戦争，1991年）
- 三毛貓福爾摩斯之幽靈城主（三毛猫ホームズの幽霊城主，1992年）
- 機械巨神外傳 青眼的銀鈴「GinRei with blue eyes」（ジャイアントロボ外伝 青い瞳の銀鈴 GinRei With blue eyes，1995年）
- 疾風戰士 在銀光的旗幟下（疾風！アイアンリーガー 銀光の旗の下に，1995年）
- 宇宙騎士BLADEⅡ（宇宙の騎士テッカマンブレードⅡ，1994-1995年）
- 小鐵的大冒險（小鉄の大冒険，1996年）
- GOLDEN BOY 好學流浪漢（GOLDEN BOY さすらいのお勉強野郎，1996年）

作畫監督
- 蒼狼傳說（蒼き狼たちの伝説，1996年） ※名義
- 櫻花大戰 轟華絢爛（サクラ大戦 轟華絢爛，2000年）
- 第一神拳 間柴vs木村 死刑執行（はじめの一歩 間柴vs木村 死刑執行，2003年） ※名義
- 青之驅魔師 京都不淨王篇（2016年）
- 斬首循環 藍色學者與戲言跟班（2017年）

### 電影
原画
- 火影忍者疾風傳劇場版 失落之塔（劇場版 NARUTO -ナルト- 疾風伝 ザ・ロストタワー，2010年） ※名義
- 劇場版 Macross F 恋離飛翼（劇場版 マクロスF 恋離飛翼～サヨナラノツバサ～，2011年）

作畫監督
- 機動戰士GUNDAM 第08MS小隊 米拉報告書（機動戦士ガンダム 第08MS小隊ミラーズ・リポート，1998年）
- 劇場版 薄櫻鬼 第二章 士魂蒼穹（劇場版 薄桜鬼 第二章 士魂蒼穹，2014年，作画監督輔佐）
- 劇場版 TRINITY SEVEN 悠久圖書館與鍊金術少女（2017年）

### 遊戲
原画
- 狂野歷險 2nd Ignition（WILD ARMS 2nd Ignition，1999年）
- 狂野歷險 XF（WILD ARMS XF，2007年）